# Gakuran

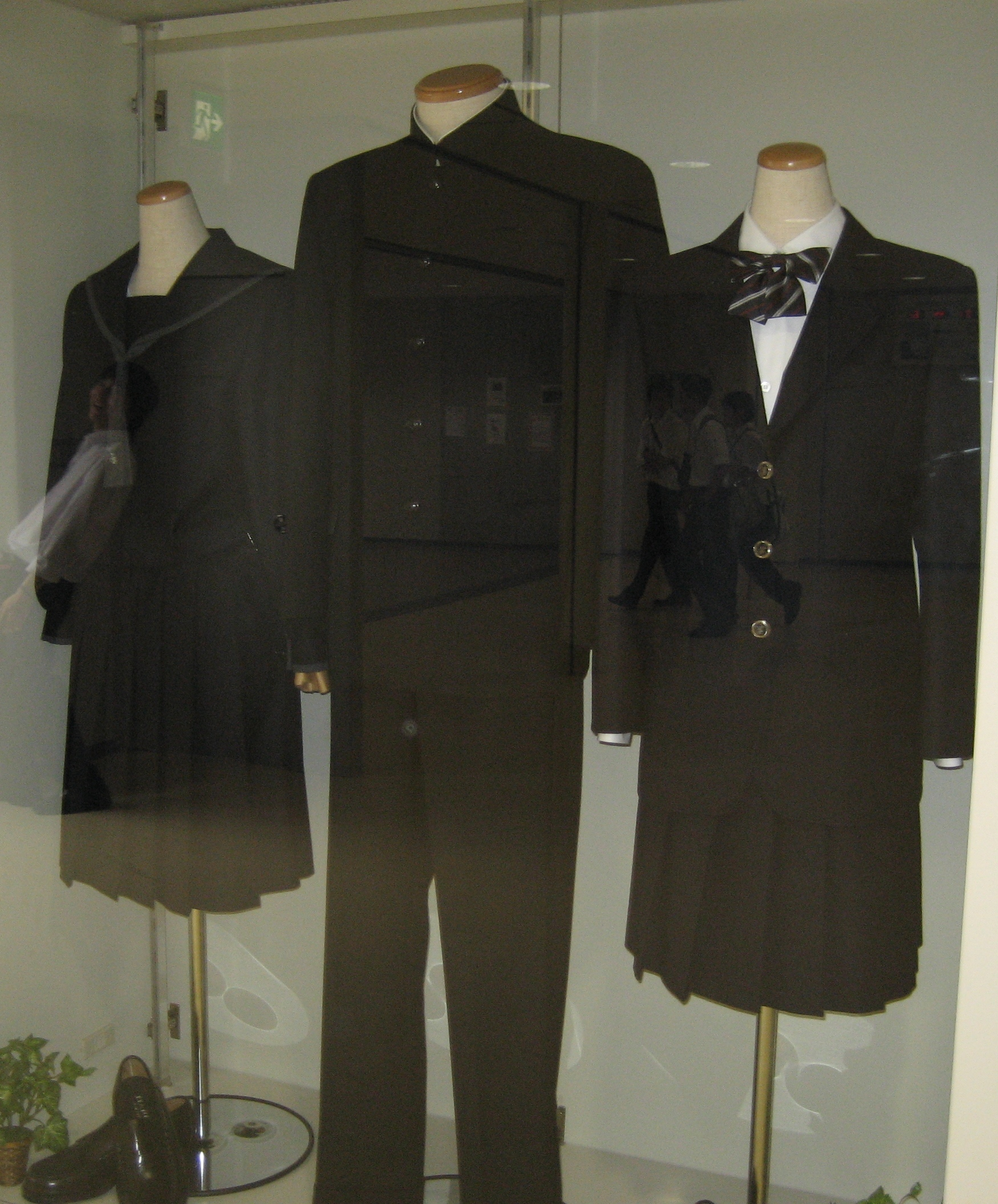
Un gakuran (al centro).

Il gakuran (学ラン?) o tsume-eri (詰め襟?) è la tipica uniforme scolastica giapponese, composta da giacca e pantalone, indossata dagli studenti maschi delle scuole primarie e secondarie; la sua controparte femminile è il fuku alla marinara (Sailor fuku).
Il termine generale giapponese indicante tutti i tipi di uniforme sia maschili che femminili con le loro relative aggiunte (scarpe, cinture etc) è Seifuku (制服?)

## Storia
La divisa scolastica giapponese è modellata sulle uniformi navali europee ed è stata utilizzata a partire dal tardo XIX secolo: durante la prima epoca Meiji questo era il vestito militare formale di base, ed era andato sempre più a sostituire l'hakama (andon bakama (行灯袴?)).
L'uniforme, juniores e senior, è composta da un completo in stile militare per i maschi ed un vestito alla marinaretta per le femmine: la sua versione moderna è stata progettata dall'educatrice Utako Shimoda durante gli anni venti del Novecento.
Anche se questo tipo di uniforme è ancora oggi ampiamente utilizzata, tuttavia molte scuole hanno sempre più trasferito il loro stile di abbigliamento ad un modello più occidentale: costituito da camicia bianca, cravatta con stemma della scuola d'appartenenza e pantaloni su misura (spesso dello stesso colore della giacca) per i ragazzi; camicetta bianca, cravatta e giacca con lo stemma più gonnellino scozzese con culottes per le ragazze. 
In specifico, il gakuran è derivato direttamente dalle uniformi militari dell'esercito prussiano. Il termine è una combinazione di gaku (学?), che significa "studio", e ran (ラン o 蘭), che significa "Paesi Bassi" o, per estensione, il "mondo occidentale". Significa quindi qualcosa che riguarda gli studenti occidentali e si può tradurre come "uniforme studentesca occidentale". Tale abbigliamento veniva indossato dai bambini anche nelle scuole della Corea del Sud e, fino al tempo della rivoluzione comunista del 1949, anche in Cina.

## Caratteristiche generali riguardanti l'uniforme
Il colore della divisa è normalmente nero, ma ne esistono anche blu marino e blu scuro: la parte superiore ha un colletto alla coreana (Mandarin collar) semirigido con dei bottoni, che continuano per tutta la parte alta dell'uniforme e che spesso sono decorati con lo stemma della scuola.
I pantaloni sono lineari e monocromatici; vengono abbinati ad una cintura nera o comunque scura e a dei mocassini o a delle scarpe da ginnastica da indossare esclusivamente fino a quando ci si trova all'interno dell'edificio scolastico. 
In alcune scuole vengono aggiunte delle spille, applicate sul colletto, che rappresentano lo stemma dell'istituto e/o la classe dello studente.
Tradizionalmente, il gakuran, viene indossato con un berretto corrispondente, solitamente nero, anche se quest'abitudine è divenuta via via sempre meno comune nei tempi moderni. Il personaggio di Jotaro Kujo nel manga Le bizzarre avventure di JoJo indossa una versione logora e molto decorata di questo berretto come forma di ribellione.
Indipendentemente dal tipo di uniforme utilizzata, tutte le scuole hanno una loro versione estiva della divisa; di solito composta da camicia bianca e pantaloni scuri per i maschi e camicetta e gonna scozzese in tartan con nastrino per le femmine. Oltre a questa v'è un'uniforme specifica per le attività sportive, una tuta da ginnastica di poliestere invernale, mentre pantaloncini e t-shirt a maniche corte estiva.
A seconda del livello di disciplina vigente gli studenti possono o meno indossare uniformi destinate ad altre attività all'interno della stessa aula durante il giorno. I singoli studenti possono poi cercare di sovvertire almeno in parte il sistema delle uniformi indossandole in modo errato o con l'aggiunta di elementi vietati, come i calzini allentati (loose socks) od altri piccoli particolari (cinturini, collane etc): le ragazze possono accorciare le gonne, i ragazzi portare i pantaloni a vita bassa, omettere le cravatte o tenere il gakuran e la camicia sbottonati. 
Alcune scuole regolano infine anche le acconciature e le calzature degli studenti (vedi uwabaki), oltre alle borse e cartelle che si possono utilizzare; ma tali particolarità s'applicano generalmente solo in occasioni speciali, quali l'apertura del trimestre e la cerimonia di chiusura, e nei giorni della foto ufficiale.
È normale infine usare le divise anche fuori dalle zone scolastiche, anche se quest'abitudine sta lentamente andando fuori moda, in quanto i giovani preferiscono avere un abbigliamento più casual per strada. Molte scuole elementari private e quelle pubbliche gestite dal governo centrale richiedono l'uso di una divisa.

## Tradizioni legate alla divisa scolastica e significato culturale

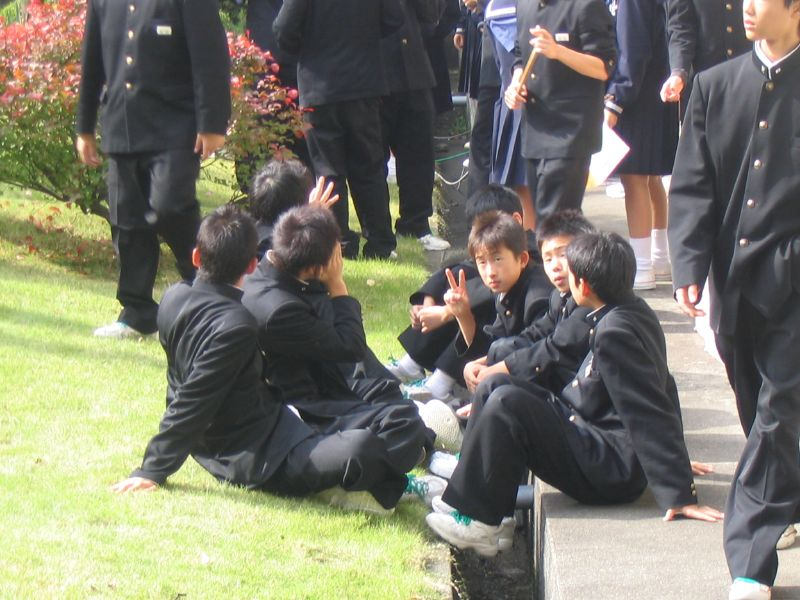
Studenti in gakuran a Toyama.

Il secondo bottone (dall'alto) della parte superiore dell'uniforme, per tradizione, viene donato il giorno della consegna dei diplomi dallo studente alla persona della quale è innamorato e ciò è considerato una forma di dichiarazione d'amore. Questo perché, essendo il bottone più vicino al cuore, con il tempo accumulerebbe le emozioni e i sentimenti provati dallo studente nel corso degli anni passati a scuola.
Diverse scuole sono note per le loro particolari uniformi; spesso associato con il tempo di gioventù ancora relativamente spensierato, il Gakuran può dare un'impronta caratteristica di nostalgia agli adulti: di ciò si parla spesso nei romanzi contemporanei e nei dorama televisivi.

## Il gakuran in manga e anime
Negli anime e nei manga, i vari gakuran rappresentati possono variare molto dalla realtà, possono ad esempio essere molto più lunghi o più corti o avere un colore particolare.
Personaggi che indossano il gakuran compaiono ad esempio in:
- School Rumble (スクールランブル,?, Sukūru Ranburu)
- Le bizzarre avventure di JoJo (ジョジョの奇妙な冒険,?, Jojo no kimyō na bōken)
- High School! Kimengumi (ハイスクール!奇面組?, Haisukūru! Kimengumi)
- Haikyuu!! ( ハイキュー!!?,  Haikyū!!)